# Largie Ramazani
Largie Ramazani (sinh ngày 27 tháng 2 năm 2001) là một cầu thủ bóng đá chuyên nghiệp người Bỉ hiện đang chơi cho câu lạc bộ Almería của Tây Ban Nha. Anh có khả năng chơi tốt ở cả hai cánh, ngoài ra cũng có thể thi đấu ở vị trí tiền đạo.

## Sự nghiệp

### Thiếu niên
Sinh ra tại Sint-Agatha-Berchem, Brussels, Ramazani chuyển tới Luân Đôn năm 12 tuổi, và gia nhập lò đào tạo trẻ của Charlton Athletic sau khi thử việc thất bại tại Fulham và Chelsea. Ngày 3 tháng 7 năm 2017, ở tuổi 16, anh ký hợp đồng 4 năm với Manchester United.

### Manchester United
Sau khi gây ấn tượng ở đội U18, Ramazani ký hợp đồng chuyên nghiệp đầu tiên vào ngày 21 tháng 3 năm 2018. Sau đó, anh tiến bộ trong màu áo đội U21 và U23 của câu lạc bộ.
Ramazani ra mắt đội một United vào ngày 28 tháng 11 năm 2019 khi vào sân ở những phút cuối để thay cho James Garner trong trận thua FC Astana 2–1 tại UEFA Europa League. Anh được câu lạc bộ giải phóng hợp đầu vào tháng 6 năm 2020, sau khi được cho là đã từ chối gia hạn hợp đồng.

### Almería
Ngày 24 tháng 8 năm 2020, Ramazani ký hợp đồng 5 năm với câu lạc bộ UD Almería của Tây Ban Nha theo dạng chuyển nhượng tự do.

## Sự nghiệp quốc tế
Ramazani là người gốc Burundi và có thể chơi cho Burundi và Bỉ. Anh đã từng khoác áo U17, U18 và U19 của Bỉ.

## Đời sống cá nhân
Anh trai của Ramazani, Diamant cũng là một cầu thủ bóng đá hiện chơi ở vị trí hậu vệ phải cho Lokeren.

## Thống kê sự nghiệp
Tính đến ngày 26 tháng 11 năm 2020
| Câu lạc bộ          | Mùa giải            | Giải vô địch quốc gia | Giải vô địch quốc gia | Giải vô địch quốc gia | Cúp quốc gia | Cúp quốc gia | Cúp liên đoàn | Cúp liên đoàn | Châu Âu | Châu Âu | Khác | Khác | Tổng cộng | Tổng cộng |
| Câu lạc bộ          | Mùa giải            | Giải                  | Trận                  | Bàn                   | Trận         | Bàn          | Trận          | Bàn           | Trận    | Bàn     | Trận | Bàn  | Trận      | Bàn       |
| ------------------- | ------------------- | --------------------- | --------------------- | --------------------- | ------------ | ------------ | ------------- | ------------- | ------- | ------- | ---- | ---- | --------- | --------- |
| Manchester United   | 2019–20             | Premier League        | 0                     | 0                     | 0            | 0            | 0             | 0             | 1       | 0       | —    | —    | 1         | 0         |
| Almería             | 2020–21             | Segunda División      | 7                     | 1                     | 0            | 0            | —             | —             | —       | —       | —    | —    | 7         | 1         |
| Tổng cộng sự nghiệp | Tổng cộng sự nghiệp | Tổng cộng sự nghiệp   | 7                     | 1                     | 0            | 0            | 0             | 0             | 1       | 0       | —    | —    | 8         | 1         |

1. ↑  Số trận ra sân tại UEFA Europa League